# Football diversifié
Le football diversifié est le terme donné par la Fédération française de football (FFF) aux différentes variantes du football dont elle administre la plupart des compétitions. Reprenant le concept lancé en 1990 par la FIFA sous le terme de La Grande Famille du Football, l'objectif est, à terme, l'intégration de tous les sports de balle au pied au sein de la FIFA et des fédérations nationales. Actuellement, la Fédération française de football reconnaît le statut de football diversifié à quatre variantes du football: le futsal, le beach-soccer, le football d'entreprise et le football loisir. D'autres pratiques sont également souvent rattachée au football diversifié comme les variantes de football handisport (Foot fauteuil, Cécifoot, etc.) ou encore le eFoot qui comprend les compétitions e-sport sur les jeux vidéo de football. 